# منزل تاجور
منزل تاجور (بالفارسية: خانه تاجور) هو منزل تاريخي يعود إلى عصر القاجاريون، ويقع في خوسف.